# Linyphia triangularis juniperina
Linyphia triangularis juniperina is een spinnensoort in de taxonomische indeling van de hangmatspinnen (Linyphiidae).
Het dier behoort tot het geslacht Linyphia. De wetenschappelijke naam van de soort werd voor het eerst geldig gepubliceerd in 1933 door Gábor von Kolosváry.